# Bosrà
Bosrà (en àrab: بصرى, Buṣrà; en llatí: Bostra) fou una ciutat oasi al desert de Síria, al sud de Damasc, al districte de l'Auranitis o Auranítide (l'actual Hauran), a 30 km al nord de la frontera amb Jordània. Fou la capital dels edomites i, sota domini romà, fou anomenada Nova Trajana Bostra. La seva població actual s'estima en 80.000 persones. Està inscrita en la llista del Patrimoni de la Humanitat de la UNESCO des del 1980.

## Història
En la Bíblia, s'esmenta com a ciutat dels edomites, però segons una citació del Llibre de Jeremies (18, 24) era en poder dels moabites. Ara bé, podria tractar-se de dues ciutats diferents: l'edomita correspondria a l'actual ciutat jordana de Busseira i la moabita a la Bosrà d'Auranítide. Fou després domini dels nabateus.

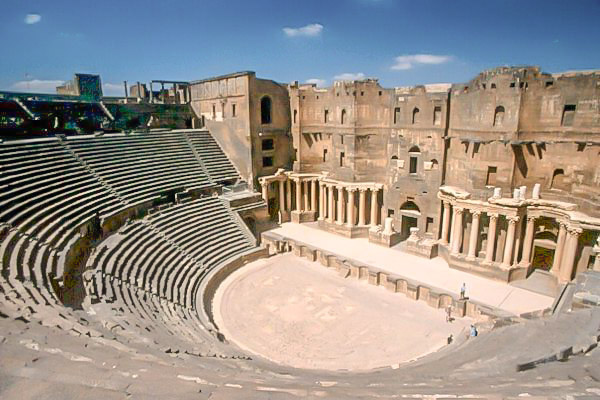
Teatre romà

Ciceró diu que la ciutat estava dominada, en el seu temps, per un cap independent (el rei dels nabateus o un vassall), però sota Trajà fou feta capital de la província d'Aràbia i va emetre monedes amb la inscripció de Nea Trajana Bostra (vers el 105). Fou després colònia romana en temps d'Alexandre Sever i les monedes portaven la inscripció de Nova Trajana Alexandrina Colonia Bostra. L'emperador Felip l'Àrab fou nadiu de la ciutat i li donà el títol de metròpoli; en la seva època, era una ciutat gran, rica i amb fortes defenses, i s'hi cultivava la vinya. Claudi Ptolemeu l'esmenta com una de les ciutats de l'Aràbia Pètria i deixa establert que fou seu de la legió III Cyrenaica des del temps de Trajà. Al segle iii, fou seu d'un bisbat i després arquebisbat, del qual depenien vint bisbats, i quarter general dels nestorians.
La seva deïtat tutelar fou Dionís, sota el nom de Dusires. El seu nom podria derivar del conreu de la vinya, i voldria dir 'lloc de vinyes'.
En el període cristià, el primer bisbe destacat en fou Beril·le (222-233); el bisbe Titus (vers 360) fou un destacat escriptor eclesiàstic.
Sota domini romà d'Orient, va ser una posició fronterera important, i estació de caravanes. Com a centre administratiu (capital de la província d'Aràbia), tenia un bon nombre d'habitants funcionaris, així com guarnició militar. El bisbe depenia del patriarca d'Antioquia. El governador portava els títols d'hegemon, dux i scholasticos (488); el municipi tenia el seu praeses (prohèdros) i un col·legi de quatre synarchontes amb un consell o boule (Bouleutai). En tota aquesta època, es van construir nombroses esglésies i almenys dos monestirs; per la seva condició d'arquebisbat, tenia una basílica de la qual resten vestigis destacats, i un palau episcopal pràcticament desaparegut.
La tradició àrab diu que fou la primera ciutat romana d'Orient conquerida. Perduda la seva condició de capital de província i la guarnició, començà la seva decadència. El 908, fou saquejada pels càrmates d'Abu-Ghànim. Sota els seljúcides de Damasc, es deixa constància de la restauració de diversos edificis; també se'n van fer reparacions sota els aiúbides que, a més a més, hi van construir algun edifici com una madrassa i mesquites. La ciutadella es va anar engrandint i arribà al seu apogeu al 1251. La invasió dels mongols, el 1261, la va danyar, però Bàybars la va fer restaurar tot seguit i encara va construir-hi nous edificis, però s'utilitzà molt de material de construccions anteriors que, així, van desaparèixer, com l'hipòdrom romà.
Encara va ser important sota els mamelucs, però amb els otomans ja el comerç s'havia desplaçat cap a la mar Roja; els otomans hi enviaven com a governadors funcionaris a qui es volia castigar i finalment la capital de l'Hauran es traslladà a Mzeyrib, i a Merkez encara al segle xvi.
Al segle xvii, va viure sota l'amenaça dels beduïns Anazeh i van desviar els peregrins que anaven a la Meca i utilitzaven aquesta ruta, que van començar a passar per Sanamayn i Mzeyrib. Progressivament, va esdevenir una comunitat rural. Al segle xix i començament del xx, es va conèixer la seva extraordinària riquesa arqueològica, que l'ha convertida als darrers anys en un gran centre turístic. Les ruïnes que han arribat fins als nostres dies són de tanta importància, especialment el teatre romà, considerat un dels més ben conservats del món, que el 1980 foren declarades Patrimoni de la Humanitat per la UNESCO.

## Galeria d'imatges

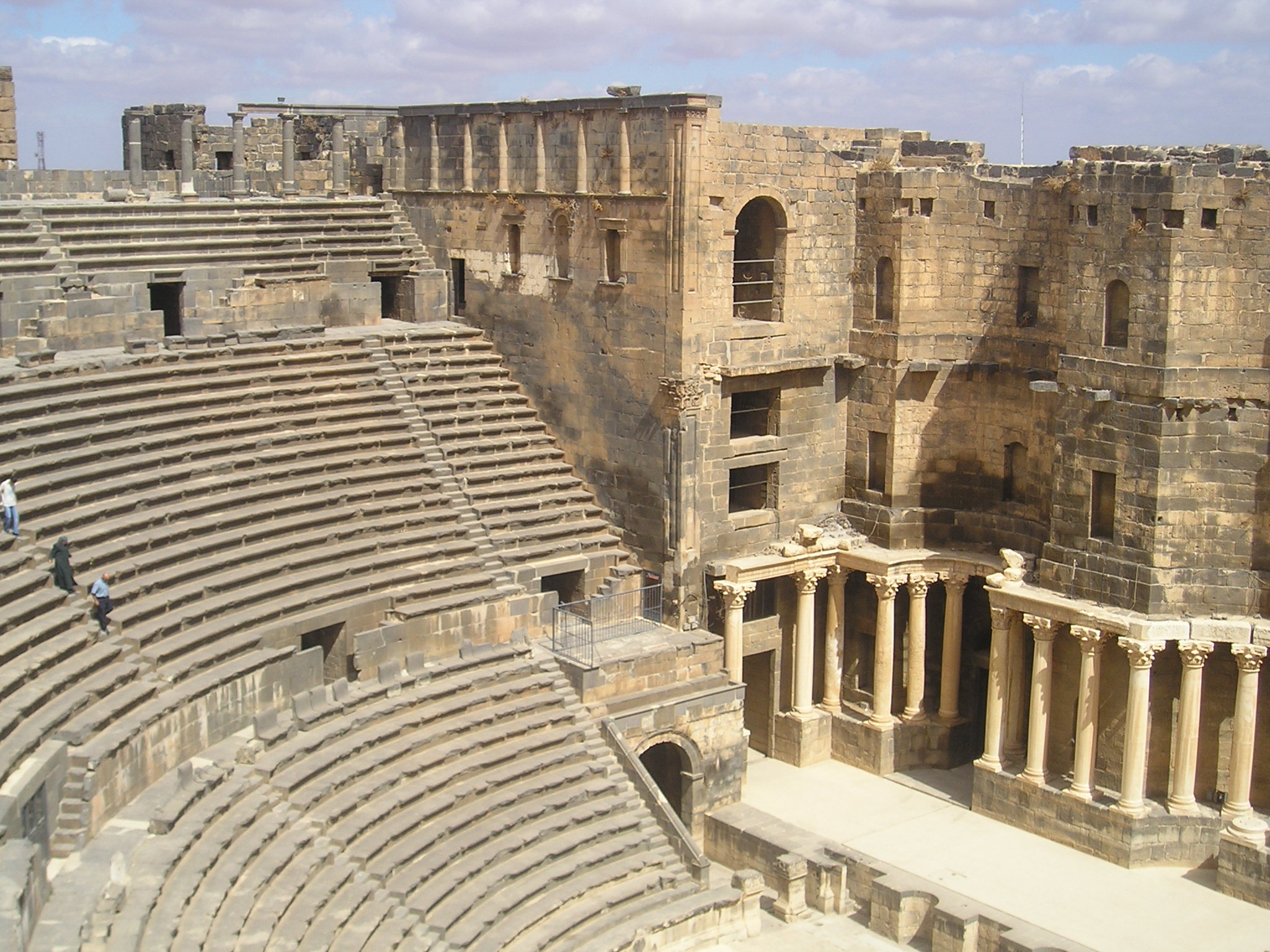
Teatre
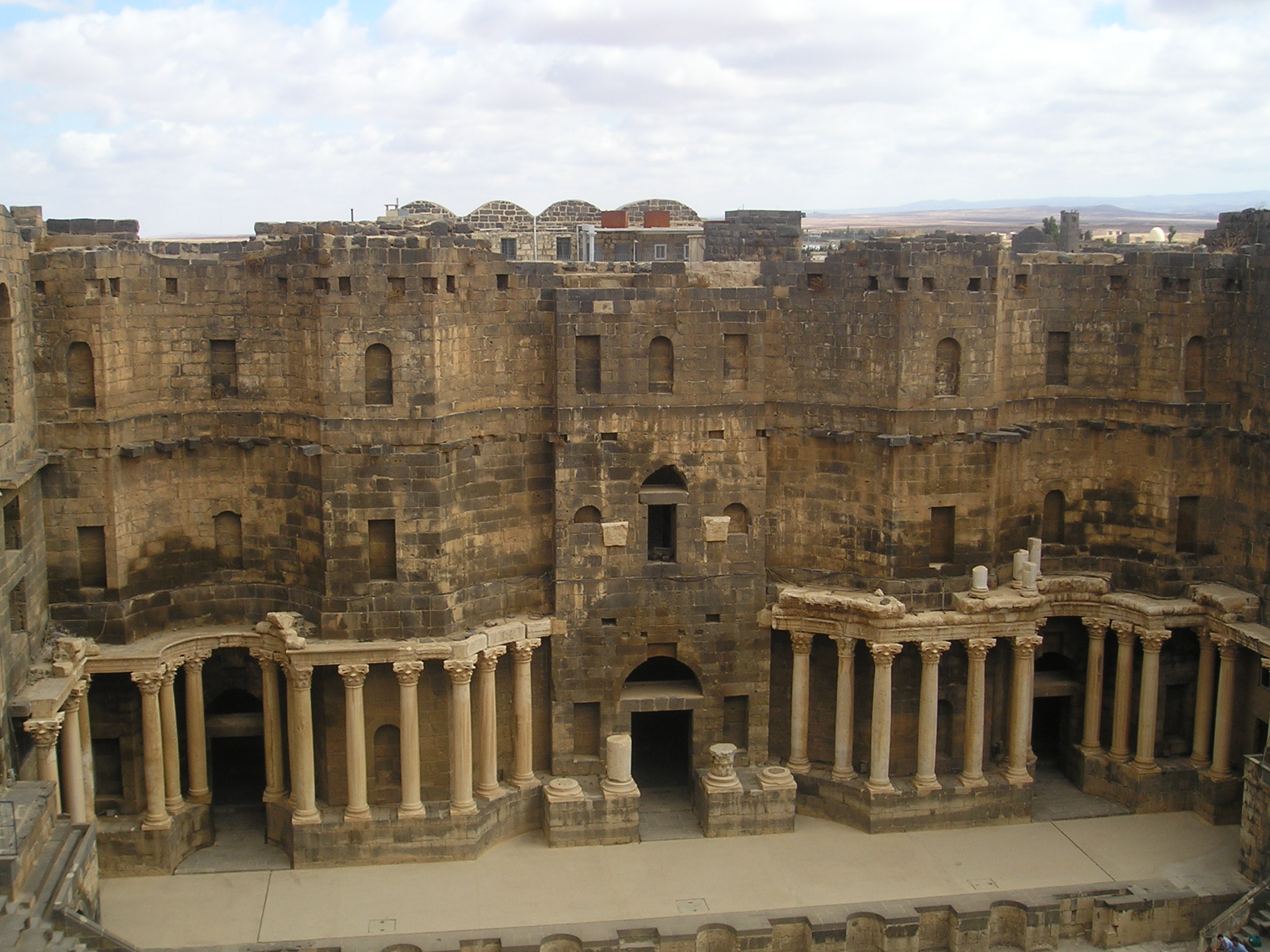
Teatre
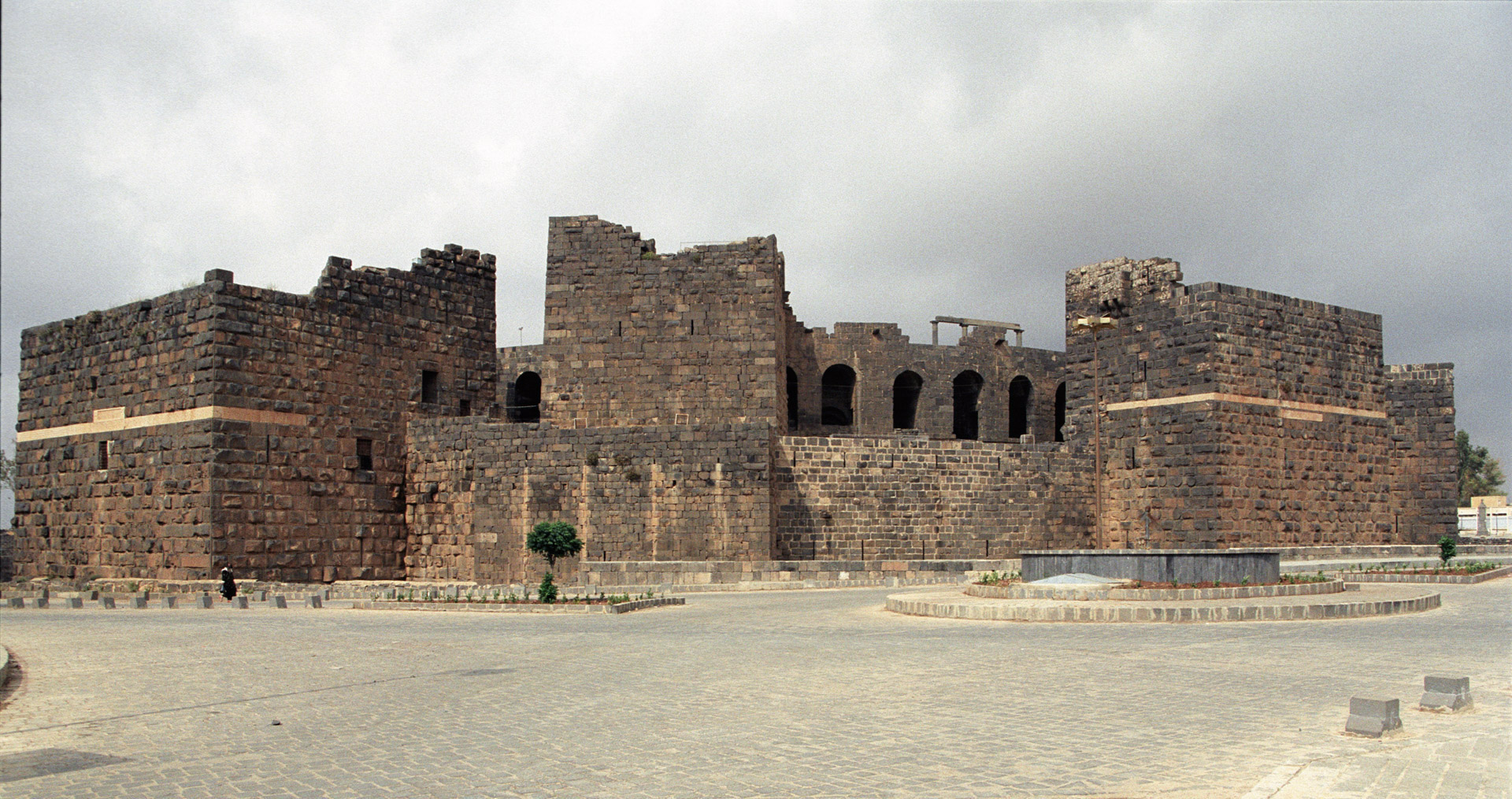
Ciutadella
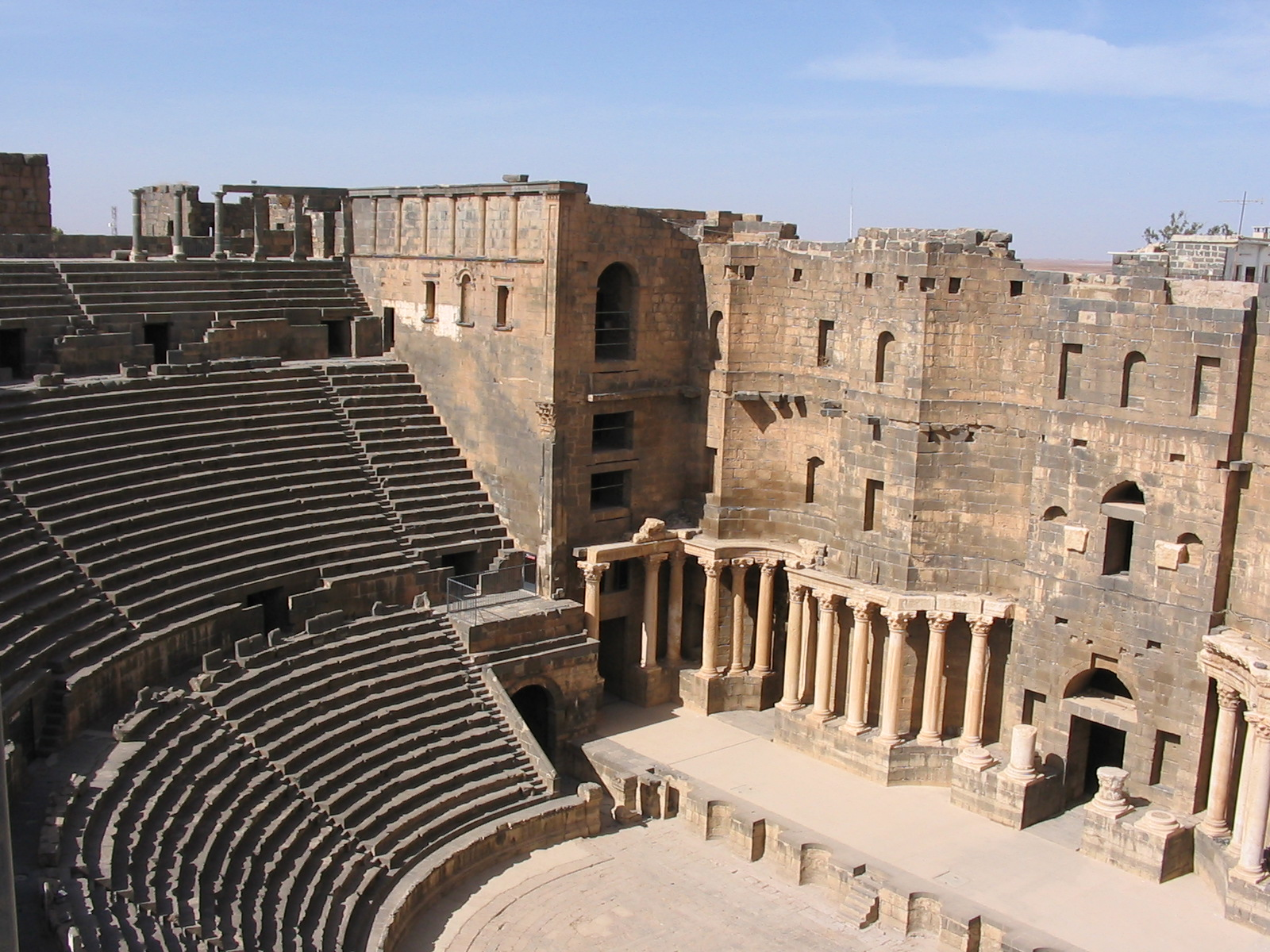
Teatre
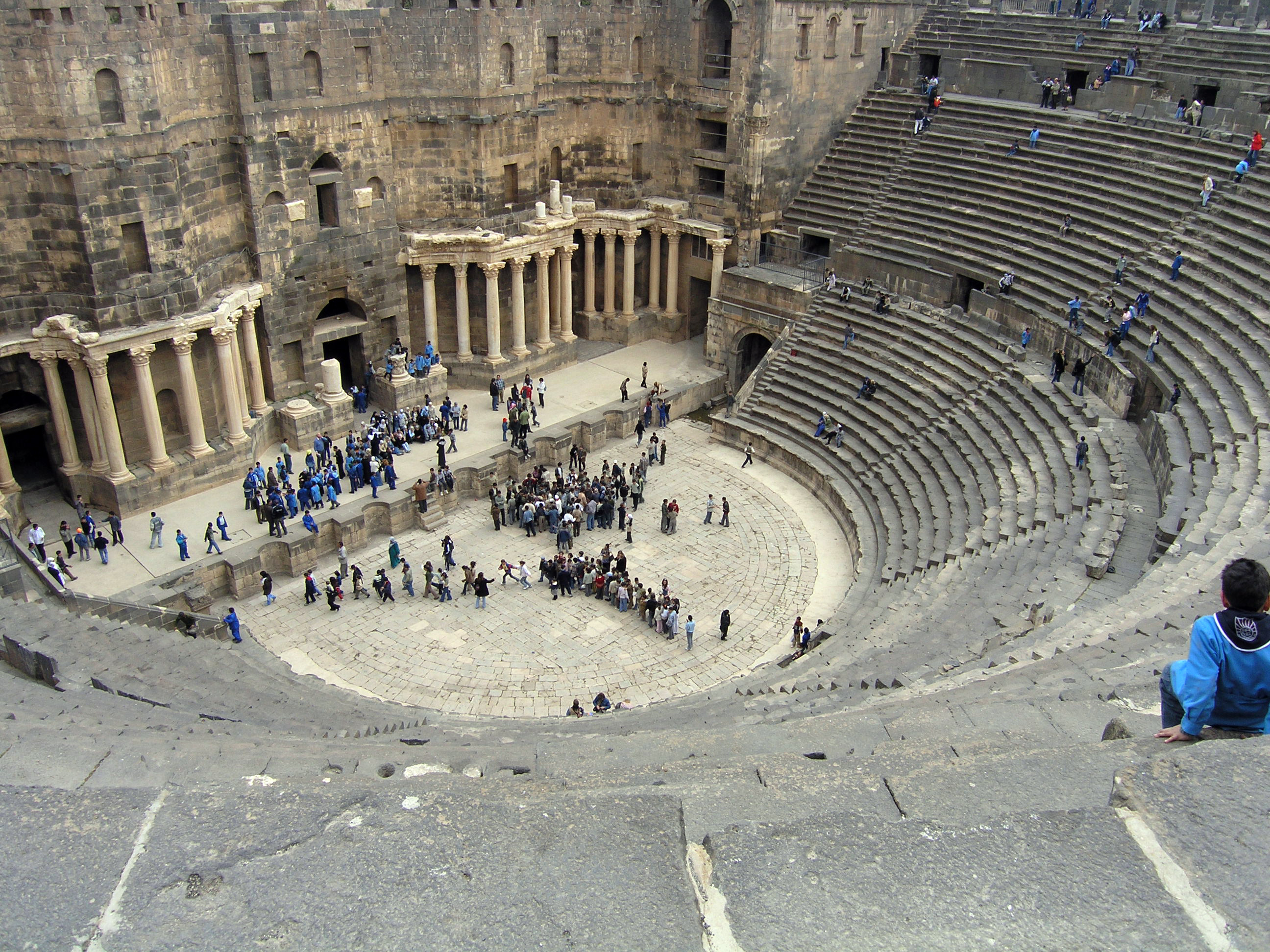
Teatre
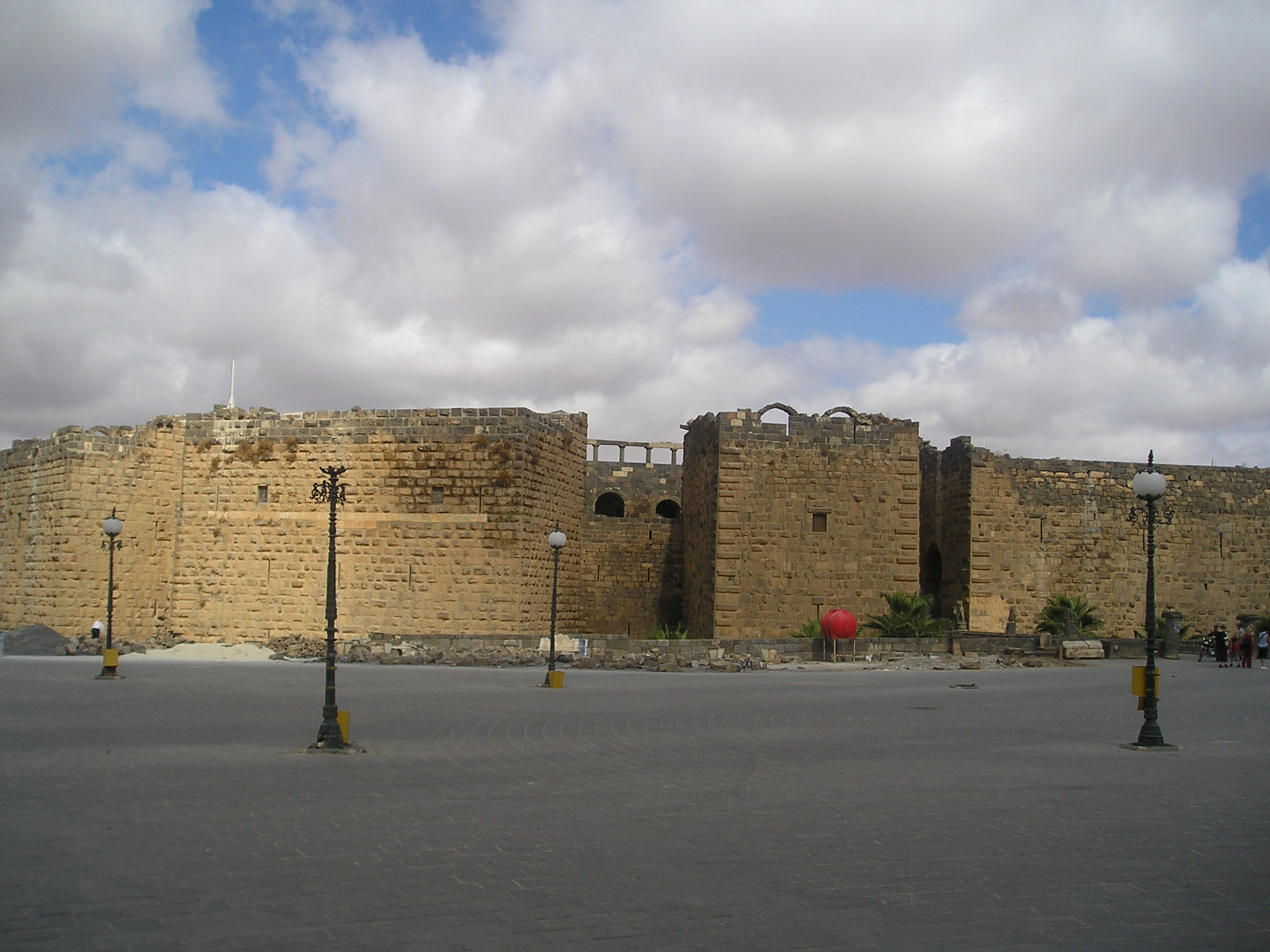
Ciutadella
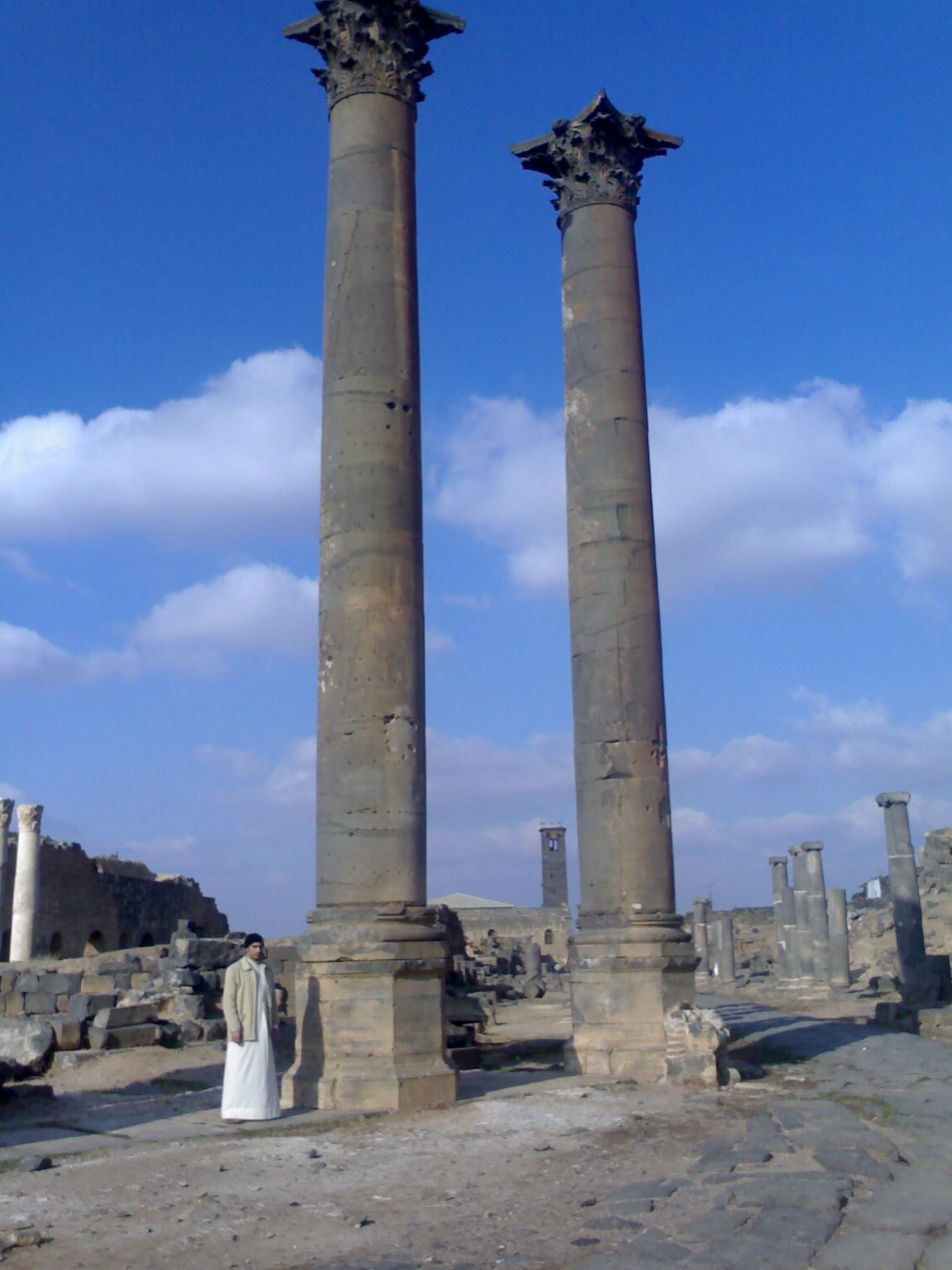
Pilars nabateus
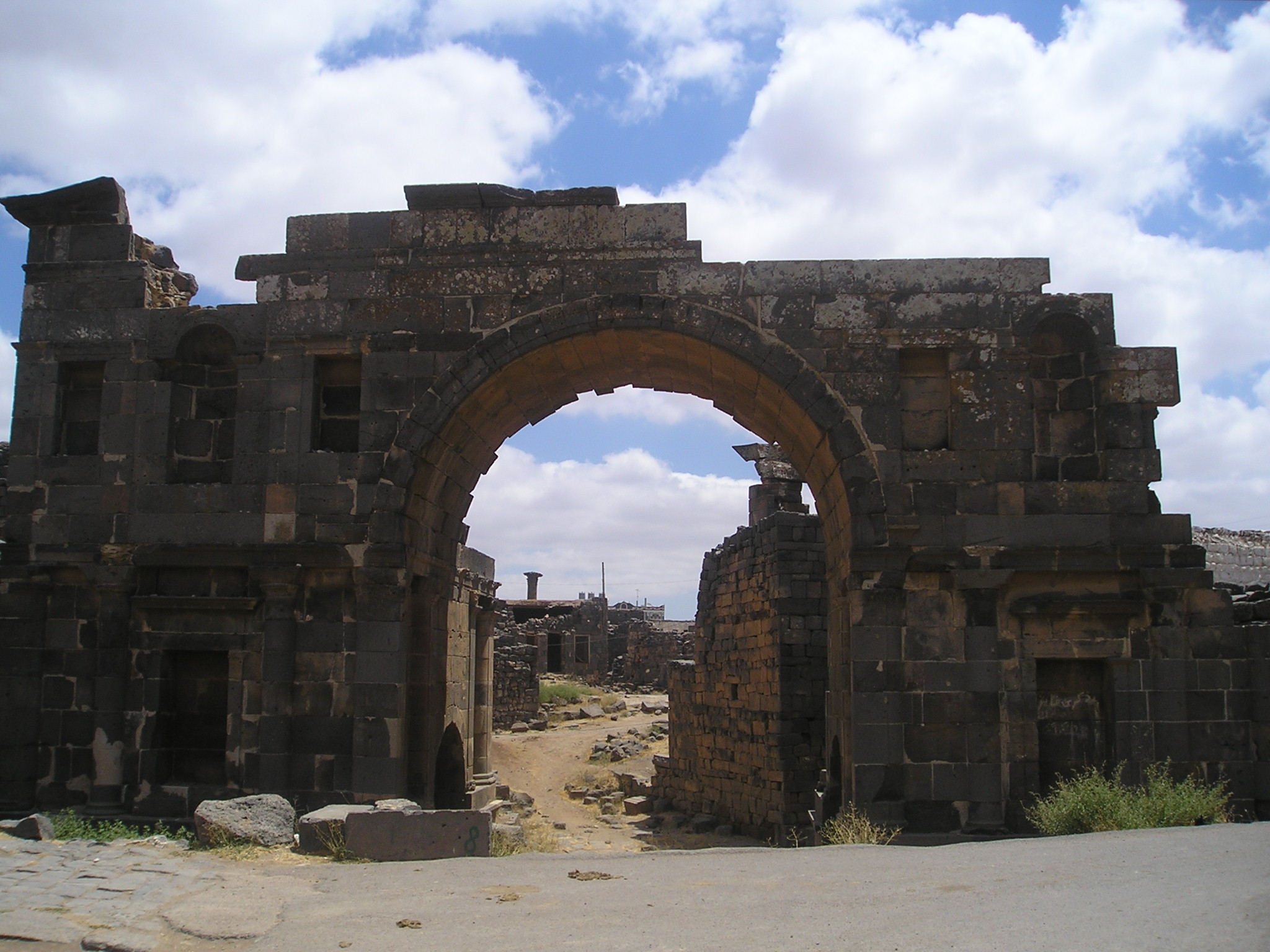
Arc nabateu